# جوزيبي فيريرو
جوزيبي فيريرو (بالإيطالية: Giuseppe Ferrero)‏ (13 أكتوبر 1942 تورينو إيطاليا - ) هو لاعب كرة قدم إيطالي يلعب كلاعب وسط.